# 聖木
聖木（學名：Bursera graveolens），西班牙文俗稱「Palo Santo（聖徒之杖）」音譯為帕洛桑托，是一種原產於猶加敦半島到秘魯和委內瑞拉的裂欖屬樹木。依其產地，在中文亦稱之為秘魯聖木或印加聖木。
聖木存在於秘魯、委內瑞拉、哥倫比亞、厄瓜多、巴拿馬、哥斯大黎加、尼加拉瓜、宏都拉斯、瓜地馬拉和薩爾瓦多的季節性乾燥熱帶森林中，以及加拉巴哥群島。它廣泛用於儀式凈化和民俗療法裡胃痛、風濕病的藥劑。陳年心材富含萜烯，如檸檬烯和α-松油醇。
在秘魯文化中，薩滿或藥師會使用點燃的聖木，以煙燻清除不幸、負面思想和邪靈。